# Cymopterus beckii
Cymopterus beckii là một loài thực vật có hoa trong họ Hoa tán. Loài này được S.L.Welsh & Goodrich mô tả khoa học đầu tiên năm 1981.